# Janko Razgoršek
Janko Razgoršek, slovenski komercialist in politik, * 18. januar 1953.
Med letoma 1997 in 2000 je bil minister za malo gospodarstvo in turizem Republike Slovenije.